# سندی ریج (آلاباما)
سندی ریج (به انگلیسی: Sandy Ridge) یک منطقهٔ مسکونی در ایالات متحده آمریکا است که در شهرستان لاندس، آلاباما واقع شده‌است. سندی ریج ۱۱۷٫۰۴ متر بالاتر از سطح دریا واقع شده‌است.